# Lac Carillon
Pour l’article homonyme, voir Carillon (homonymie).
Le lac Carillon est situé sur la rive Nord du fleuve Saint-Laurent, dans la province de Québec, au Canada. Ce lac chevauche les municipalités de:
- Notre-Dame-de-Montauban faisant partie de la MRC Mékinac, dans la région administrative de la Mauricie;
- Saint-Ubalde faisant partie de la MRC de Portneuf, dans la région administrative de la Capitale-Nationale.

La zone du lac est desservie par le chemin des Ballades; la partie nord-ouest du lac est desservie par les rues Enchantée et des Mélodies; la partie sud-ouest, par le chemin du Lac-Carillon et le chemin de la Bernache.
La foresterie constitue la principale activité économique du secteur; les activités récréotouristiques, en second. Ce lac entouré de forêt est intégré au parc naturel régional de Portneuf, sauf la zone faisant partie de Notre-Dame-de-Montauban.
La surface du lac Carillon est habituellement gelée du début de décembre à la fin mars, toutefois la circulation sécuritaire sur la glace se fait généralement de la mi-décembre à la mi-mars.

## Géographie
D'une longueur de 2,8 km et d'une largeur maximale de 1,9 km, le lac Carillon comte cinq îles. De nature difforme, ce lac comporte trois parties:
- partie ouest: d'une longueur de 0,8 km, cette partie est séparée de la partie centrale par deux presqu'îles qui se font face et par une île (longueur: 0,35 km) entre les deux presqu'îles; ainsi, deux petits détroits permettent aux embarcations de plaisance de relier la partie centrale du lac;
- partie centrale: d'une longueur: 1,8 km, cette partie comporte trois îles et est adossée à une presqu'île rattachée à la rive sud, s'étirant sur 0,8 km vers le nord et séparant la partie Est et centrale du lac;
- partie est: la partie Est comporte une longueur de 1,9 km dans le sens nord-sud.

Le lac Carillon est situé à 0,4 km au sud-ouest du lac Montauban. L'embouchure du lac Carillon est située au fond d'une petite baie de la rive sud-est du lac à:
- 4,6 km au nord-est du lac Blanc;
- 2,8 km au nord-est du lac Émeraude;
- 2,5 km au nord-ouest du lac Sept Îles;
- 3,3 km au sud-ouest du Lac Long;
- 10,5 km au nord du centre du village de Saint-Ubalde.

Comportant 70 km2, le parc naturel régional de Portneuf englobe notamment les lacs Long, Montauban, Carillon, Sept Îles, lac en Cœur, "À l'Anguille" et quelques autres plans d'eau plus secondaires. Ce parc est populaire pour les activités récréo-touristiques: pistes de randonnées pédestres, ski de fond, rampe de mise-à-l'eau...
À partir de l'embouchure du lac Carillon, le courant coule sur:
- 16,7 km vers l'est, puis le sud notamment en traversant le lac Sept Îles, en suivant le cours de la rivière Weller;
- 18,1 km vers le sud et sud-est par la rivière Blanche;
- 1,8 km vers le sud par la rivière Noire;
- 11,5 km vers le sud par la rivière Sainte-Anne qui se déverse sur la rive nord-ouest du fleuve Saint-Laurent[2].

## Toponymie
Le toponyme "Lac Carillon" (Portneuf) a été inscrit le 5 décembre 1968 à la Banque des noms de lieux de la Commission de toponymie du Québec.